# Potamotherium
Potamotherium – wymarły rodzaj mioceńskich ssaków drapieżnych z podrodziny Oligobuninae w obrębie rodziny łasicowatych (Mustelidae).

## Etymologia
- Potamotherium (Pomatotherium): gr. ποταμος potamos „rzeka”; θηριον thērion „dzike zwierzę”, od θηρ thēr, θηρος thēros „zwierzę”[6].
- Lutrictis: zbitka wyrazowa nazw rodzajów: Lutra Brisson, 1762 (wydra) oraz Ictis Kaup, 1829 (łasica)[7]. Gatunek typowy: Lutra valletoni É. Geoffroy Saint-Hilaire, 1833.
- Stephanodon: gr. στεφανος stephanos „korona, wieniec”; οδους odous, οδοντος odontos „ząb”[8]. Gatunek typowy: Stephanodon mombachensis H. Meyer, 1847 (= Lutra valletoni É. Geoffroy Saint-Hilaire, 1833).
- Potamophilus: gr. ποταμος potamos „rzeka”; φιλος philos „miłośnik”, od φιλεω phileō „kochać”[9]. Gatunek typowy: Lutra valletoni É. Geoffroy Saint-Hilaire, 1833; młodszy homonim Potamophilus Germar, 1811 (Coleoptera).

## Charakterystyka

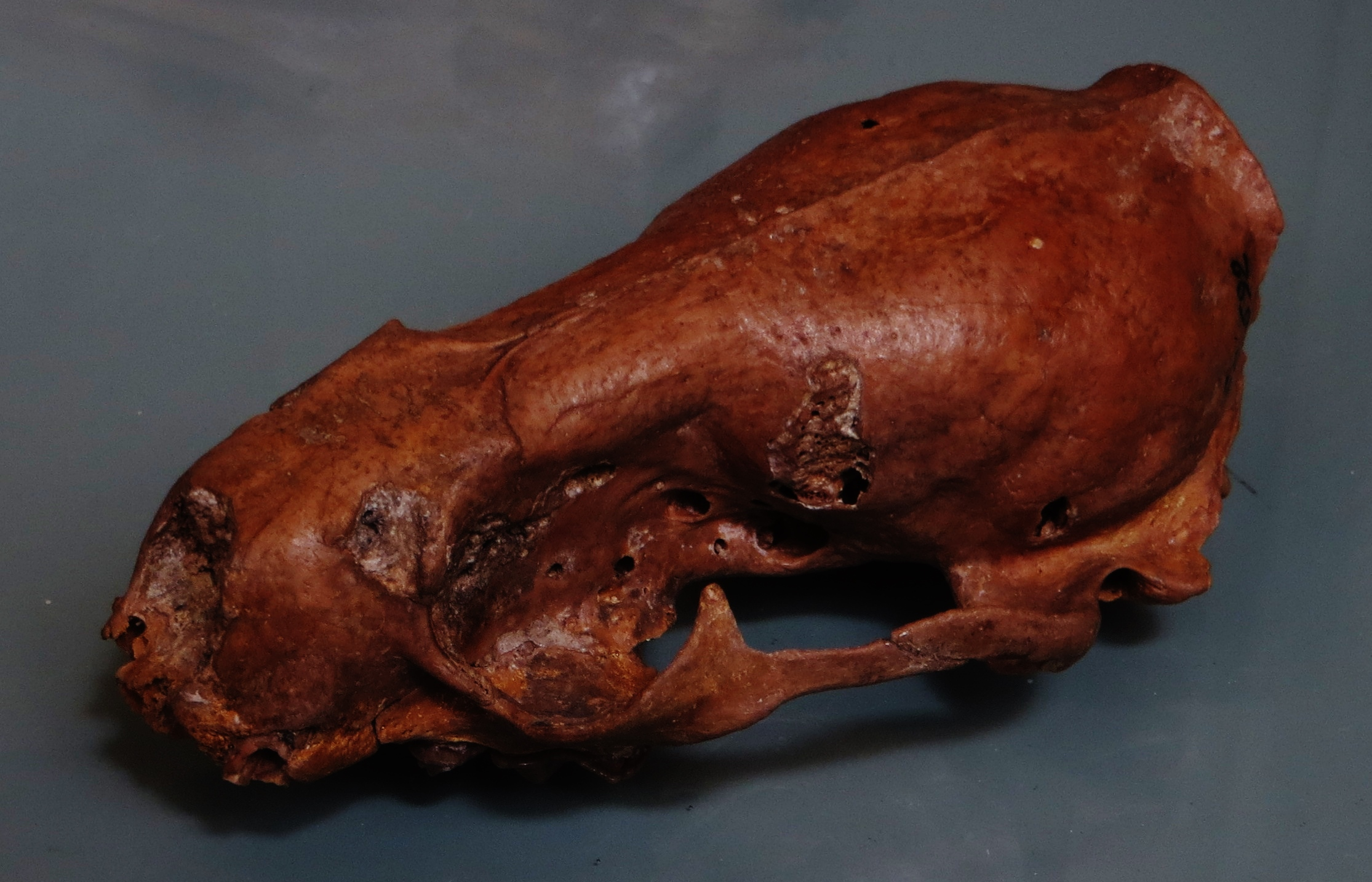
Czaszka

Rodzaj opisano w 1833 roku, a w 1988 roku zaliczono go do rodziny łasicowatych, a w jej obrębie do podrodziny Oligobuninae. Zasugerowano jednak, że Potamotherium nie należało wcale do łasicowatych, będąc raczej bazalnym płetwonogim.

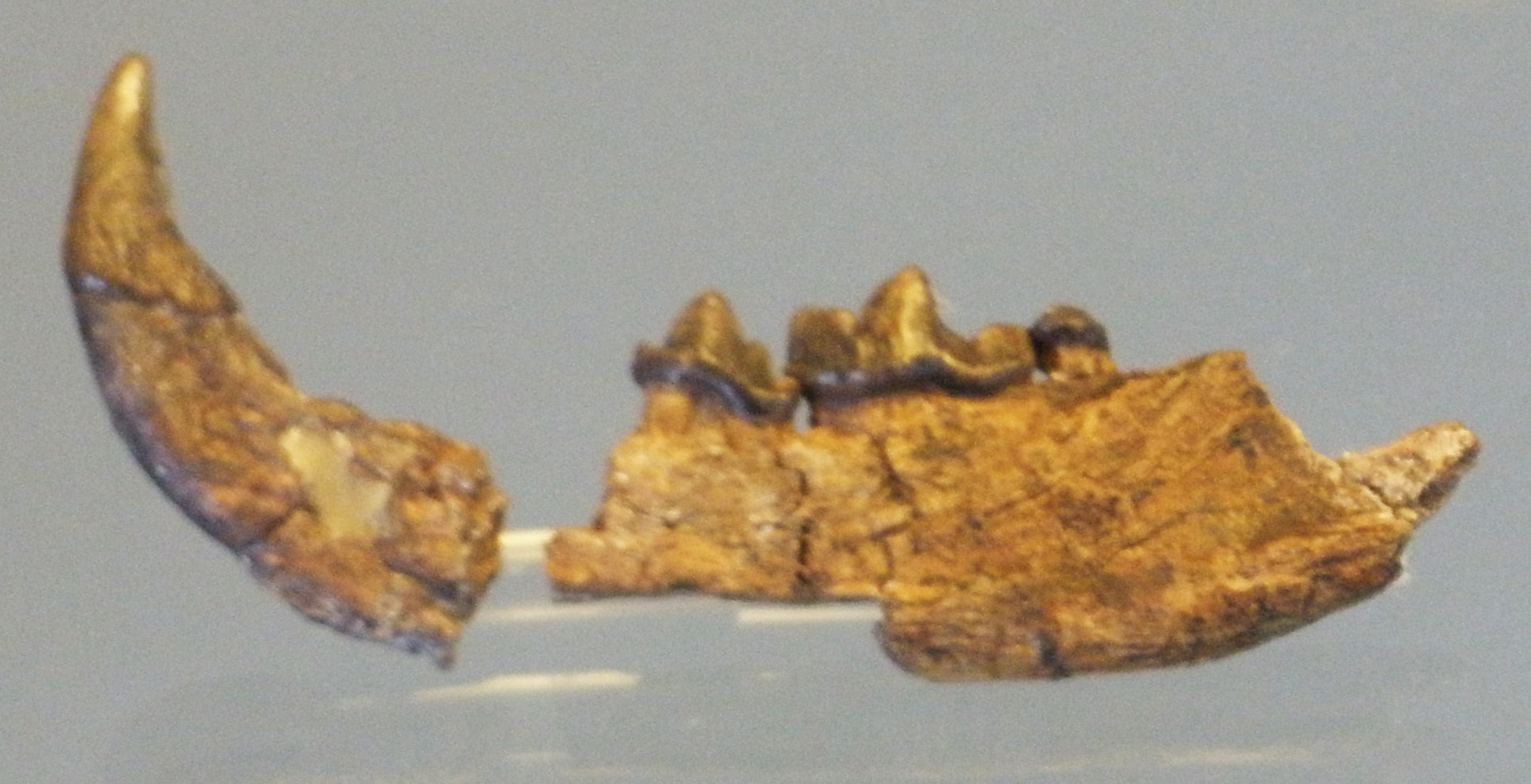
Żuchwa

Znaleziska pochodzą z umiarkowanych szerokości Europy i Ameryki Północnej. Datuje się je od przełomu oligocenu i miocenu aż do końca tej epoki. Zwierzę interpretowano również jako pierwotnego, nieprowadzącego jeszcze morskiego trybu życia przodka płetwonogich, co wskazuje na istnienie fazy słodkowodnej w ewolucyjnym przejściu płetwonogich z lądu do morza. Jeśli rzeczywiście Potamotherium było bazalnym przedstawicielem płetwonogich, a nie łasicowatych, jego krewni byli prawdopodobnie wczesnymi niedźwiedziowatymi (przodkowie tej grupy osiągali w tym czasie niewielkie rozmiary i ogólnie przypominali łasicowate). W 2023 r. Lyras i in. wykazali, że mógł polować pod wodą.

## Cechy fizyczne
Fizycznie Potamotherium przypominało współczesną wydrę. Mierzyło półtora metra długości. Miało wydłużone, smukłe ciało i krótkie kończyny. Cechując się giętkim kręgosłupem i opływowym kształtem ciała, prawdopodobnie dobrze pływało. Analiza jego skamielin wskazuje na słaby zmysł węchu, ale za to sprawne wzrok i słuch.

## Podział systematyczny
Do rodzaju należały następujące gatunki:
- Potamotherium miocenicum (Peters, 1868)
- Potamotherium valletoni (É. Geoffroy Saint-Hilaire, 1833)